# Peter M. Lenkov
Peter M. Lenkov (Montréal, Kanada) je filmski i televizijski producent. Lenkov piše tekstove za filmove i televizijske serije, te stripove. Rođen je u Montréalu, Kanadi gdje je pohađao sveučilišta McGill i Concordia. Oženjem je bivšom glumicom i modelom Audie England s kojom ima četvero djece. Njegovi poznati radovi na televiziji i filmu su serije kao 24, CSI: NY i Hawaii Five-0. Stripovi koje je napisao su R.I.P.D. i Fort: Prophet of the Unexplained.

## Filmovi

### Kao tekstopisac
- Demolition Man (1993.)
- Son in Law (1993.)
- Dr. Jekyll & Mr. Hyde (1999.)
- Universal Soldier II: Brothers in Arms (1998.)
- Universal Soldier III: Unfinished Business (1998.)

### Kao producent
- Son in Law (1993.)
- Jury Duty (1994.)
- Chairman of the Board (1996.)
- Ballistic: Ecks vs. Sever (2002.)
- Pursued (2003.)
- XIII (2008.)
- R.I.P.D. (2013.)

## Televizijske serije

### Kao tekstopisac
- Haunted Lives (1991.)
- Parker Kane (1991.)
- Ghost Stories (1997.)
- The Crow: Stairway to Heaven (1998.)
- The Hunger (1999.)

### Kao producent
- Parker Kane (1990.)
- Haunted Lives (1990.)
- The Crow: Stairway to Heaven (1994.)
- The Hunger (1995.)
- La Femme Nikita (1997.)
- Level 9 (1999.)
- Tracker (2000.)
- The District (2000.)
- 24 (2004. – 2005.)
- CSI: NY (2005.–danas)
- XIII (2009.)
- Metajets (2009.)
- Kung Fu Dino Posse (2009.)
- Hawaii Five-0 (2010.–danas)

## Vanjske poveznice
- Peter M. Lenkov na Internet Movie Databaseu